# Nemosia rourei
La tangara golirroja o  frutero de garganta cereza (Nemosia rourei) es una especie de ave paseriforme de la familia Thraupidae, una de las dos pertenecientes al género Nemosia. Es endémica del estado de Espírito Santo, en Brasil, y se encuentra críticamente amenazada de extinción por pérdida de hábitat.

## Distribución y hábitat
Actualmente es registrada en apenas tres municipalidades del centro sur del estado de Espírito Santo, en el sureste de Brasil: Conceição do Castelo, Vargem Alta y Santa Teresa.
Su hábitat natural es el bosque húmedo de la Mata Atlántica, entre los 700 y 1250 m de altitud.

## Descripción
Mide entre 12,5 y 14 cm de longitud y pesa 22 g. Presenta una mancha roja la garganta y el centro de la parte alta del pecho que contrasta con el blanco del resto del pecho y el vientre. Tiene en la cabeza una máscara negra que se extiende desde la frente a través de los ojos, hasta la nuca, con una pequeña línea blanca que corre por encima de ella. La parte superior es de color gris, más oscuro en la parte posterior. Las alas y la cola, con punta cuadrada, son de color negro, con matices azules en las coberteras primarias y secundarias de las alas y unos parches grises en las remeras terciarias y los hombros. Las plumas bajo la cola son negras y largas, con puntas blancas. Las patas son de color rosado opaco y el iris es amarillo oscuro.

## Descubrimiento, desaparición y redescubrimiento
Por 128 años esta especie fue conocida por el único ejemplar capturado en 1870, por el naturalista Jean de Roure, posiblemente en Muriaé (Minas Gerais), enviado por Carl Euler a Jean Cabanis, quien procedió a describir la especie y a nombrarla en honor a Roure. Aunque ocho aves fueron avistadas en 1941 en Itarana (Espírito Santo), la sobrevivencia de la especie solamente fue comprobada en 1998 en los bosques de la hacienda Pindoba IV, en Conceição do Castelo, también en Espírito Santo. En 2003, otros ejemplares fueron encontrados en Vargem Alta (Espírito Santo) y más recientemente, nuevos registros han sido realizados.

## Alimentación
Se alimenta de insectos y otros pequeños artrópodos y frutos.

## Estado de conservación
La tangara golirroja ha sido calificada como críticamente amenazada de extinción debido a su población extremadamente baja, estimada entre 30 a 250 individuos adultos, y concentrada en una única área en dos a cinco localidades. Pueden existir otras poblaciones, pero se presume que sean pequeñas y en decadencia.

### Acciones de conservación
Ha sido calificada como críticamente amenazada al nivel nacional en Brasil y protegida por ley. Los propietarios de la Fazenda Pindobas IV han expresado su interés en proteger los remanentes de selva nativa en su propiedad. El sitio de los registros de 1941 en Itarana está listado como una IBA (Important Birding Area) debido a su importancia para las aves endémicas de la Mata Atlántica. Han sido conducidas búsquedas de la especie en otras localidades de los estados de Espírito Santo, Minas Gerais y Río de Janeiro. Recientemente se completó un proyecto de investigación sobre la ecología de la especie, y existe un Plan de Acción para la conservación de la especie a largo plazo. En el año 2010 se designó un corredor de 37 000 ha para esta especie, con el objetivo de conectar remanentes de bosque a través del desarrollo de acciones de conservación y restauración, promoción de actividades sustentables y adecuado gerenciamenteo del suelo (BirdLife International 2010). También hay trabajos en curso para crear un refugio de vida salvaje y una reserva particular abarcando las localidades conocidas y conectando los parques estatales de Forno Grande y Pedra Azul. Promoción del ecoturismo y acciones educativas y de alerta conducidas con la población local, completan el cuadro de acciones.

## Sistemática

### Descripción original
La especie N. rourei fue descrita por primera vez por el ornitólogo alemán Jean Cabanis en 1870 bajo el mismo nombre científico ; la localidad tipo dada fue: «Muriahié, orilla norte del Rio Parahyba do Sul; se asume Muriaé, Minas Gerais, pero algunos autores sostienen que puede tratarse de Macaé, Rio de Janeiro, Brasil.»

### Etimología
El nombre genérico femenino «Nemosia» deriva del griego «nemos»: clarera, lugar abierto; y el nombre de la especie «rourei», conmemora al explorador francés Jean de Roure (fl. 1870) quien colectó la especie por primera vez.